# Who are you? (松原みきのアルバム)
『Who are you?』（フー・アー・ユー）は、松原みき2枚目のオリジナルアルバム。1980年9月21日にキャニオン・レコードからLPとポニーからカセットテープがリリースされた。1990年12月15日に初CD化、1996年12月16日に廉価版CDが発売されている。2009年1月21日にはポニーキャニオンからHQCD盤として復刻された。

## キャッチコピー
サウンド空間に遊ぶ宇宙ネコ?
あなたは誰?

## 収録曲

### Side A
1. あいつのブラウンシューズ (4'25")
作詞：島エリナ／作曲：杉真理／編曲：鈴木茂
2. 気まぐれうさぎ-Run Rabbit Run- (5'14")
作詞：小泉長一郎／作曲：杉真理／編曲：松任谷正隆
3. Rainy Day Woman (5'09")
作詞：松本隆／作曲：亀井登志夫／編曲：松任谷正隆
4. Hello Walls (4'56")
作詞：小泉長一郎／作曲：佐藤健／編曲：松任谷正隆
5. Jazzy Night (3'47")
作詞：三浦徳子／作曲：林哲司／編曲：林哲司

### Side B
1. Marshia (5'30")
作詞：松原みき／作曲：松原みき／編曲：鈴木茂
2. Howa Howa Shuwa Shuwa-宇宙ネコの舌ざわり- (6'43")
作詞：島エリナ／作曲：鈴木茂／編曲：鈴木茂
3. 夕焼けの時間です (5'24")
作詞：三浦徳子／作曲：松任谷正隆／編曲：松任谷正隆
4. Who are you? (1'15")
作詞：松原みき／作曲：松原みき／編曲：松原みき
5. Twinkle Twinkle Starlight-三日月形の犬をもとめて- (4'38")
作詞：松原みき／作曲：松任谷正隆／編曲：松任谷正隆

## 参加ミュージシャン

### Side A
1. 佐藤準(keyboards)、岡沢茂(bass)、青山純(drums)、鈴木茂(E. guitar)、吉川忠英(A. guitar)、ペッカー(percussion)
2. 松任谷正隆(keyboards)、後藤次利(bass)、林立夫(drums)、松原正樹(E. guitar)、吉川忠英(A. guitar)、斎藤ノブ(percussion)、ジェイク・H・コンセプション(A. sax)、タイム・ファイブ(chorus)
3. 松任谷正隆(keyboards)、高水健司(bass)、林立夫(drums)、松原正樹(E. guitar)、吉川忠英(A. guitar)、ラリー須永(percussion)、ジェイク・H・コンセプション(flute)
4. 松任谷正隆(keyboards)、後藤次利(bass)、林立夫(drums)、松原正樹(E. guitar)、斎藤ノブ(percussion)
5. 富樫春生(keyboards)、難波弘之(keyboards)、岡沢茂(bass)、林立夫(drums)、今剛(E. guitar)、斎藤ノブ(percussion)、数原晋(trumpet)、岸義和(trumpet)、新井英治(trombone)、ジェイク・H・コンセプション(A. sax)

### Side B
1. 佐藤準(keyboards)、岡沢茂(bass)、林立夫(drums)、鈴木茂(E. guitar)、笛吹利明(A. guitar)、斎藤ノブ(percussion)
2. 佐藤準(keyboards)、岡沢茂(bass)、林立夫(drums)、鈴木茂(E. guitar)、笛吹利明(A. guitar)、斎藤ノブ(percussion)、数原晋(trumpet)、岸義和(trumpet)、新井英治(trombone)、斎藤清(T. sax)、砂原俊三(B. sax)
3. 松任谷正隆(keyboards)、後藤次利(bass)、林立夫(drums)、松原正樹(E. guitar)、吉川忠英(A. guitar)、斎藤ノブ(percussion)、ジェイク・H・コンセプション(S. sax)
4. 松原みき(keyboards)
5. 松任谷正隆(keyboards)、高水健司(bass)、林立夫(drums)、松原正樹(E. guitar)、吉川忠英(A. guitar)、斎藤ノブ(percussion)、タイム・ファイブ(chorus)

## スタッフ・スタジオ
- 一口坂スタジオ

## 関連シングル・ベストアルバム
- あいつのブラウンシューズ
EP 7A0010 SEE.SAW 1980年9月5日 キャニオン・レコード（廃盤）
タイトル曲（本アルバムと異なるバージョン）および「今日この頃」を収録
- ニートな午後3時
EP 7A0049 SEE・SAW 1981年2月5日 キャニオン・レコード（廃盤）
「Twinkle Twinkle Starlight-三日月形の犬をもとめて-」を収録
- 松原みきが選ぶマイベスト16
CASSETTE 32P9052 1981年 ポニー（廃盤）
「Hello Walls」「夕焼けの時間です」を収録
- 松原みき ベストヒット 全曲集
CASSETTE 36P1122 1982年 ポニー（廃盤）
「Rainy Day Woman」「Hello Walls」「Marshia」を収録
- Paradise Beach
LP 28A0278 SEE・SAWほか 1983年6月21日 キャニオン・レコード（廃盤）
「Jazzy Night」を収録
- 松原みき BEST 20
CASSETTE 36P1223 1984年 ポニー（廃盤）
「Rainy Day Woman」を収録
- Anthology 松原みき BEST
CD PCCA-01678 2002年4月17日 ポニーキャニオン
「あいつのブラウンシューズ」「Rainy Day Woman」「Jazzy Night」「Marshia」を収録
- 松原みき ベスト・コレクション
CD PCCS-00044 2008年7月16日 ポニーキャニオン
「あいつのブラウンシューズ」「Jazzy Night」
「Howa Howa Shuwa Shuwa-宇宙ネコの舌ざわり-」「夕焼けの時間です」を収録